# Pędziwiatry (powiat wieruszowski)
Pędziwiatry – wieś w Polsce położona w województwie łódzkim, w powiecie wieruszowskim, w gminie Galewice.
W 2004 roku w Pędziwiatrach mieszkało 96 osób.
W latach 1975–1998 miejscowość administracyjnie należała do województwa kaliskiego.
Na podstawie dekretu PKWN z 31 sierpnia 1944 zostały utworzone miejsca odosobnienia, więzienia i ośrodki pracy przymusowej dla „hitlerowskich zbrodniarzy oraz zdrajców narodu polskiego”. Obóz pracy nr 100 Ministerstwo Bezpieczeństwa Publicznego utworzyło w Pędziwiatrach.